# Melitta Brönner
Melitta Brönner (* 20. März 1943 in Weimar) ist eine deutsche Klassische Archäologin. Ihr Forschungsgebiet ist die Kunst des antiken Zyperns.

## Leben
Nach dem Abitur 1961 arbeitete Melitta Brönner nach erster Ablehnung ihres Studienwunsches zunächst als Laborhilfe an der Universität Leipzig. Im Jahre 1964 konnte sie an der Humboldt-Universität zu Berlin schließlich ein Studium der Klassischen Archäologie (bei Ludger Alscher) und der Klassischen Philologie (bei Johannes Irmscher und Werner Hartke) aufnehmen. Dieses schloss sie 1969 mit der Diplomarbeit Zur Raumdarstellung am römischen Relief von augusteischer bis trajanischer Zeit ab.
Von 1969 bis 1988 arbeitete sie als wissenschaftliche Assistentin, später als Oberassistentin in der Abteilung Ur- und Frühgeschichte des Museums für Deutsche Geschichte in Ostberlin. Berufsbegleitend studierte sie Ur- und Frühgeschichte. Als 1974 die Bestände zyprischer Antiken aus dem Museum für Völkerkunde zu Leipzig in das Ostberliner Museum gelangten, begann sie, sich in die Archäologie Zyperns einzuarbeiten. Im Jahre 1990 wurde sie an der Humboldt-Universität mit einer Dissertation zur Chronologie der zyprischen Kalksteinplastik promoviert.
Brönner wechselte 1988 an die Staatlichen Museen zu Berlin; dort war sie in der Generaldirektion mit Planungen zum Neuen Museum befasst. Nach der Wiedervereinigung der Berliner Museen wurde sie der Antikensammlung zugeteilt, wo sie 1991 bis 1992 die zyprischen Antiken erfasste. 1992 wurde sie dem Museum für Vor- und Frühgeschichte zugeordnet, an dem sie bis zu ihrem Ruhestand im Juni 2006 arbeitete.

## Schriften (Auswahl)
- Ausstellung und Verkauf zyprischer Altertümer auf der Berliner Gewerbeausstellung 1896. Die Vorgeschichte der Sammlung „Ohnefalsch-Richter / Weisbach“. In: Acta Praehistorica et Archaeologica 31, 1999, S. 107–123.
- Untersuchungen zur zyprischen Kalksteinplastik von den Anfängen bis zu Beginn des 4. Jh. v. u. Z. 4 Bände, Dissertation Humboldt-Universität, Berlin 1990.
- mit Sylvia Brehme, Vassos Karageorghis, Gertrud Platz-Horster, Bernhard Weisser: Ancient Cypriote art in Berlin. Antikensammlung, Museum für Vor- und Frühgeschichte, Münzkabinett. A. G. Leventis Foundation, Nicosia 2001, ISBN 9963-560-46-6.
- mit Sylvia Brehme, Vassos Karageorghis, Gertrud Platz-Horster, Bernhard Weisser: Antike Kunst aus Zypern. Antikensammlung, Museum für Vor- und Frühgeschichte, Münzkabinett. Staatliche Museen Preußischer Kulturbesitz, Berlin 2002, ISBN 978-3-88609-455-4.
- Die Sammlung zyprischer Altertümer „Ohnefalsch-Richter/Weisbach“. In: Das Berliner Museum für Vor- und Frühgeschichte. Festschrift zum 175jährigen Bestehen (= Acta Praehistorica et Archaeologica 36/37, 2004/05). Berlin 2005, S. 320–332 (Digitalisat).